# Équipe de Belgique féminine de relais 4 × 100 mètres
L'équipe de Belgique féminine de relais 4 × 100 mètres représente la Belgique dans le relais 4 × 100 mètres féminin lors des compétitions d'athlétisme. Elle obtient sa première médaille dans une compétition d'envergure lors des Championnats du monde d'athlétisme en 2007. Initialement médaillée d'argent lors des Jeux olympiques de 2008, elle devient championne olympique de ces jeux huit ans plus tard après disqualification de l'équipe féminine russe pour dopage.

## Histoire

### Premier record de Belgique
En 1980, Liliane Meganck, Lea Alaerts, Karin Verguts et Véronique Colonval établissent un record de Belgique en 44,41 s à Winterthour.

### Années 1990
En 1997, lors de la finale de la Première division de la Coupe d'Europe des nations d'athlétisme à Dublin, Nancy Callaerts, Katrien Maenhout, Melanie Moreels et Maryline Troonen sont contraintes à l'abandon.
En 1999, Myriam Tschomba, Katleen De Caluwé, Elke Bogemans et Kim Gevaert terminent 3e de la Première division de la Coupe d'Europe des nations d'athlétisme à Lahti.

### Améliorations successives du record de Belgique, places d'honneur et premières récompenses
En 2001, l'équipe composée de Nancy Callaerts, Katleen De Caluwé, Élodie Ouédraogo et Kim Gevaert améliore ce record de Belgique de 1980 à deux reprises, d'abord en 44,25 s à Vaasa en juin, puis en 44,19 s lors Championnats du monde d'athlétisme à Edmonton,,,. L'année suivante, la même équipe bat de nouveau ce record à trois reprises, en 43,99 s le 13 juillet à Oordegem,,, en 43,57 s lors des séries des Championnats d'Europe d'athlétisme 2002 à Munich, puis en 43,22 s lors de la finale de ces mêmes championnats dont elle termine à la 4e place.
En 2003, Katleen De Caluwé, Audrey Rochtus, Élodie Ouédraogo et Kim Gevaert terminent 6e de la finale lors des Championnats du monde d'athlétisme à Paris
En 2004, Katleen De Caluwé, Lien Huyghebaert, Élodie Ouédraogo et Kim Gevaert améliorent de nouveau le record de Belgique à deux reprises : d'abord à Plovdiv lors de la Coupe d'Europe des nations d'athlétisme en 43,14 s puis en 43,08 s lors des demi-finales des Jeux olympiques d'été à Athènes. Lors de la finale de ces mêmes jeux, elles se classent 6e,. En fin d'année, les relayeuses sont désignées Équipe sportive belge de l'année.

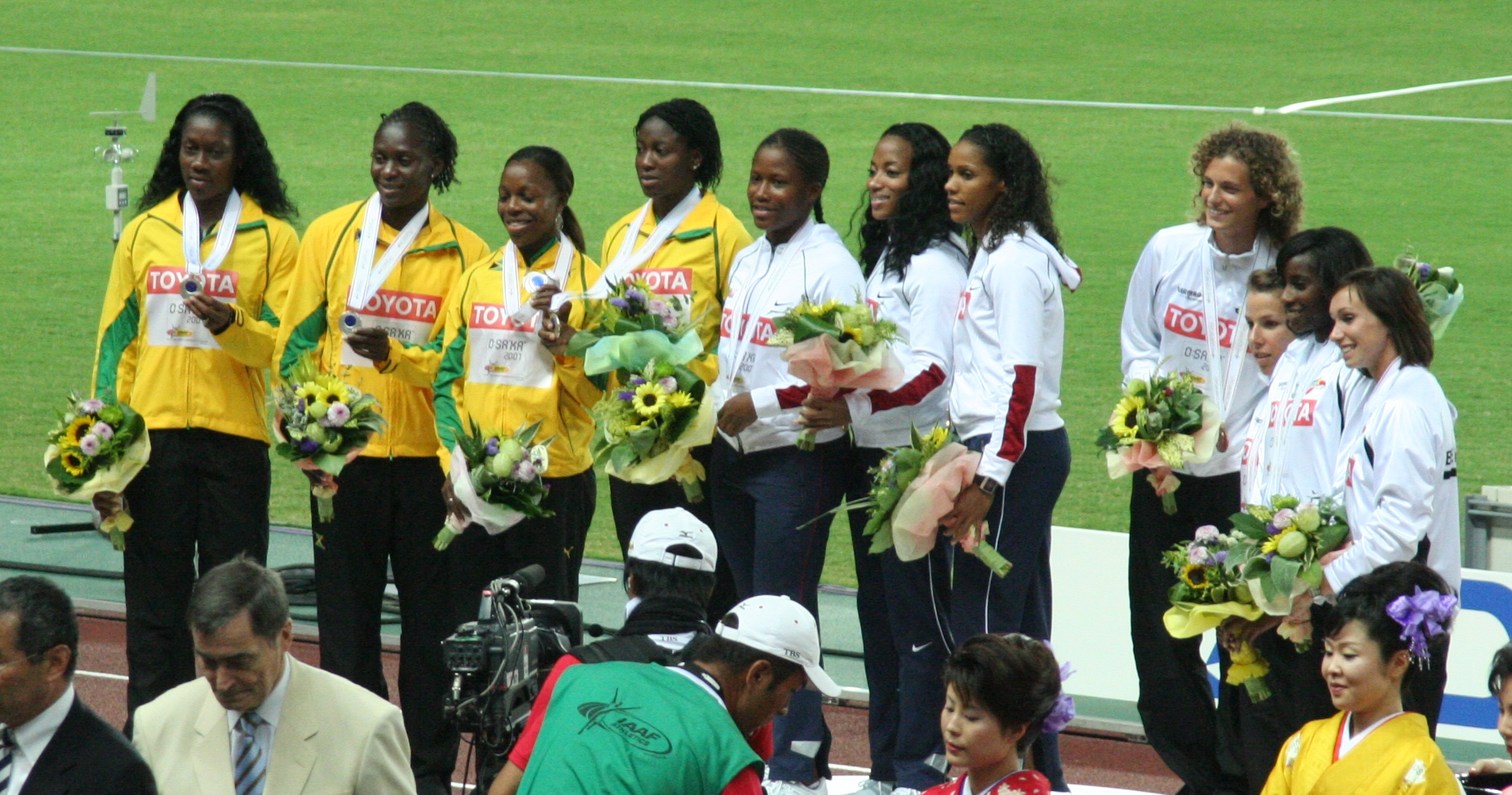
Olivia Borlée, Hanna Mariën, Élodie Ouédraogo et Kim Gevaert médaillées de bronze à Osaka

En 2007, Olivia Borlée, Hanna Mariën, Élodie Ouédraogo et Kim Gevaert obtiennent la médaille de bronze aux Championnats du monde d'athlétisme à Osaka et améliorent de nouveau le record de Belgique en 42,75 s,. Ces performances leur permettent d'être sacrées Équipe sportive belge de l'année pour la deuxième fois ainsi que de remporter le Trophée du Mérite sportif.

### Médaillées aux Jeux olympiques en 2008
En 2008, Olivia Borlée, Hanna Mariën, Élodie Ouédraogo et Kim Gevaert obtiennent la médaille d'argent lors des Jeux olympiques à Pékin, en améliorant également le record de Belgique en 42,54 s. Il s'agissait alors de la première médaille de l'athlétisme féminin belge et la onzième de l'histoire de la Belgique. En fin d'année, grâce à leurs performances, elles sont désignées Équipe sportive belge de l'année pour la troisième fois .

### Disqualification du relais féminin russe et médaille d'or pour le relais belge huit ans plus tard
À la suite du scandale de dopage concernant la Russie, 454 échantillons des Jeux olympiques de Pékin en 2008 ont été réanalysés en 2016 et 31 se sont avérés positifs dont ceux d'Aleksandra Fedoriva et Yuliya Chermoshanskaya, médaillées d'or du relais 4 x 100 m. À la suite de ces nouvelles analyses effectuées sur les échantillons de l'athlète russe Yuliya Chermonshanskaya et qui révèlent la présence de produits interdits, le Comité international olympique décide en août 2016 de déposséder l'ensemble du relais russe féminin de sa médaille d'or acquise sur le 4 × 100 m. La Belgique qui avait obtenu la médaille d'argent en 2008, récupère ainsi la médaille d'or huit ans après et devient donc championne olympique 2008 de la discipline.
Les médailles d'or sont remises à Olivia Borlée, Hanna Mariën, Élodie Ouédraogo et Kim Gevaert en septembre 2016 lors du Mémorial Van Damme au terme d'une cérémonie protocolaire en présence des instances officielles.

### Retraite de Kim Gevaert et éliminations en série
En 2009, alors que le relais doit composer avec la retraite sportive de Kim Gevaert, Olivia Borlée, Hanna Mariën, Élodie Ouédraogo et Anne Zagré terminent dernières de leur série lors des Championnats du monde d'athlétisme à Berlin et sont éliminées.

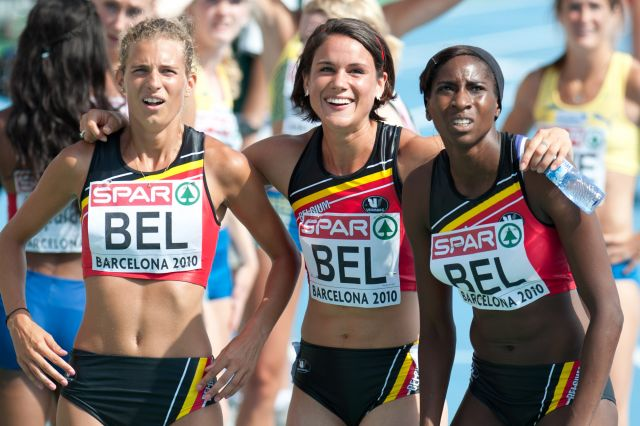
Olivia Borlée, Frauke Penen et Élodie Ouédraogo lors des Championnats d'Europe en 2010

En 2010, après avoir été repêchées au temps lors des séries, Olivia Borlée, Hanna Mariën, Frauke Penen et Élodie Ouédraogo sont disqualifiées lors de la finale des Championnats d'Europe d'athlétisme à Barcelone après avoir laissé tomber le témoin.
En 2012, Olivia Borlée, Hanna Mariën, Élodie Ouédraogo et Anne Zagré remportent la finale du relais 4 × 100 mètres lors des Bislett Games à Oslo et se qualifient pour les Championnats d'Europe d'athlétisme à Helsinki. Lors de ceux-ci, Olivia Borlée, Hanna Mariën, Hanne Claes et Anne Zagré sont éliminées lors des séries, à un centième de seconde des derniers repêchés. Leur temps est également insuffisant pour se qualifier pour les Jeux olympiques d'été à Londres, auxquels l'équipe ne participe donc pas.
En 2013, aux Jeux de la Francophonie lors desquels la Belgique est représentée sous l'appellation de la Communauté française de Belgique, Laura Leprince, Laetitia Libert, Cynthia Bolingo et Anne Zagré remportent la médaille d'or.